# متلازمة لي
متلازمة لي (بالإنجليزية: Leigh syndrome)‏ أو مرض لي الذي يعرف أيضاً باسم اعتلال الدماغ والحبل الشوكي الناخر شبه الحاد في صغار السن هو مرض وراثي نادر يؤثر على الجهاز العصبي المركزي وهو ناتج عن خلل في عمليات الأيض في الخلايا العصبية. تم تسمية هذا المرض نسبة إلى طبيب الأعصاب والنفسية البريطاني أرشيبالد دينيس لي (1915-1998) الذي وصف هذه الحالة لأول مرة في عام 1951.

## الأعراض والعلامات
تبدأ أعراض المرض بالظهور عادةً خلال سنة من ولادة الطفل وتؤدي بالنهاية إلى الموت خلال فترة عدة سنوات، ولكن قد تبدأ الأعراض في الظهور في أي وقت بين عمر 3 أشهر وعمر السنتين، وفي بعض الحالات النادرة جداً يتأخر ظهور الأعراض حتى سن البلوغ. وفي بعض الأحيان قد تبدأ علامات متلازمة لي في الجنين داخل الرحم. في العادة تظهر الأعراض الأولى للمرض بعد حادثة ما تجعل الجسم بحاجة إلى إنتاج طاقة أكثر من المعتاد، مثل حالة الإصابة بعدوى، أو بعد العمليات الجراحية. وفي معظم الحالات يؤدي هذا المرض إلى تدهور سريع في النمو والتطور الطبيعي للطفل.
الأطفال الرضع المصابين بهذه المتلازمة تكون لديهم أعراض تتضمن: الاسهال، الاستفراغ، عسر البلع (صعوبات في المضغ أو الرضاعة)، وهذا يؤدي إلى فشل في نمو الطفل. الأطفال الذين يبدأ المرض عندهم مبكراً أيضا قد يظهرون بمظهر يدل على عدم الارتياح ويكون بكاءهم أكثر بكثير من البكاء الطبيعي. ويمكن أيضاً عادة ملاحظة حدوث نوبات صرعية عند المصابين. وأيضاً يدخل الاشخاص المصابين عادة في حالة تسمى حماض الدم اللاكتيكي نتيجة لتراكم كميات كبيرة من حمض اللاكتيك في الجسم، حيث يمكن ضبطه في عينات البول أو السائل الدماغي الشوكي أو الدم.
مع تطور المرض، تضعف العضلات في جميع انحاء الجسم، حيث أن الدماغ لا يعود قادراً على التحكم في انقباض العضلات. وهذا قد يؤدي إلى: نقص التوتر العضلي (انخفاض في قوة وتوتر العضلات)، خلل في التوتر العضلي (انقباض مستمر لا ارادي في العضلات)، والترنح في المشي (فقدان القدرة على التحكم في الحركة). تتأثر العيون أيضاً بالتحديد في هذا المرض، حيث أن العضلات التي تتحكم بحركة العيون تصبح ضعيفة أو مشلولة أو لا يمكن التحكم بها (رأرأة في العين). وقد تحدث أيضا حركات لا ارادية تؤدي إلى التحديق البطيء لجهة ما بشكل لا إرادي.
يمكن أيضاً أن يفشل القلب والرئتان نتيجة هذا المرض. وفي بعض الحالات قد يحدث اعتلال عضلة القلب التضخمي نتيجة تضخم جزء من عضلة القلب، وهذا قد يكون المسبب للموت. وأيضاً التضخم غير المتماثل في الحاجز القلبي قد يحدث في هذا المرض تحديدا. وفي الأطفال الذين يكون عندهم ثقب تطوري في الحاجز القلبي مرتبط بمتلازمة لي، نتيجة لنقص انزيم نازع هيدروجين البيروفيت، تكون أيضاً عندهم جبهة الوجه عالية، واذنين كبيرتين، اما التشوهات في الوجه فهي ليست من الأعراض الاعتيادية لمتلازمة لي.
عموما، يبقى السبب الرئيسي للموت في متلازمة لي هو الفشل التنفسي. قد تكون هناك أعراض عصبية أخرى مثل اعتلال الأعصاب المحيطية، وفقدان الإحساس بالأطراف نتيجة تضرر الجهاز العصبي الطرفي.
مرضى هذه المتلازمة قد يكونون مصابين أيضاً بفرط الشعر نتيجة لطفرات في الجين النووي SURF1.

## التشخيص
يمكن تشخيص متلازمة لي من خلال الفحص السريري والأعراض السريرية ومن ثم يتم تأكيدها بالفحوصات المخبرية والجينية.

### الفحص السريري
خلل التوتر، الرأرأة، ومشاكل في الجهاز العصبي الذاتي جميعها مؤشرات تدل على حدوث أضرار في العقد القاعدية وجذع الدماغ على الأرجح ناتجة من متلازمة لي. أعراض أخرى قد تدل أيضاً على حدوث ضرر في الدماغ، مثل نمو الشعر المفرط، وفقدان السمع نتيجة خلل عصبي. النتائج المخبرية قد تتضمن وجود تحمض لاكتيكي في الدم أو ارتفاع حموضة الدم مع تراكم مادة الألانين في الدم، هذه النتائج قد تزيد الاشتباه بمتلازمة لي. وأيضاً من خلال دراسة مستوى الاحماض العضوية في البول قد تشير إلى خلل في عمليات الأيض في الجسم.

## العلاج
مرض لي هو مرض نادر جداً، ولا يوجد حالياً علاج فعال له. قد ينصح بإتباع حمية غذائية تحتوي الكثير من الدهون والقليل من الكربوهيدرات في حالة كان مرض لي ناتج عن طفرة في كروموسوم X. قد يتم أيضاً إعطاء المريض فيتامين ب1 (الثيامين) إذا كان هناك شك في حدوث نقص في عمل الانزيم نازع هيدروجين البيروفيت.
الأعراض المصاحبة للتحمض اللاكتيكي في الدم يتم معالجتها من خلال تدعيم الغذاء بمادة كربونات الصوديوم أو سترات الصوديوم، لكن هذه المواد لا تعالج سبب متلازمة لي، وانما تعالج بعض الأعراض فقط. أيضاً مادة Dichloroacetate قد تكون فعالة في علاج التحمض اللاكتيكي المصاحب لمتلازمة لي، ولحد الآن الابحاث قائمة على هذه المادة. أيضا بعض المدعمات الغذائية مثل مرافق الإنزيم Q10 قد تساعد في تحسين الأعراض في بعض الحالات.
هناك أيضا تجارب سريرية قائمة حالياً على الدواء EPI-743 التجريبي لمرض لي.